# Кокла, Ян
Ян Кокла (эст. Jan Kokla; 29 мая 1997, Таллин) — эстонский футболист, опорный полузащитник. Выступал за национальную сборную Эстонии.

## Биография

### Клубная карьера
Воспитанник футбольной академии Андреса Опера и клуба «Нымме Юнайтед». В 2013 году дебютировал в старшей команде «Нымме Юнайтед» в четвёртом дивизионе.
В 2014 году перешёл в таллинскую «Флору» и в течение первых полутора лет выступал за второй состав команды в первой лиге. В основном составе «Флоры» дебютировал в чемпионате Эстонии 13 июля 2015 года в матче против «Тулевика». Всего сыграл за таллинский клуб 21 игру в чемпионатах страны — 9 в сезоне 2015 года и 12 — в 2016 году. Чемпион Эстонии 2015 года, обладатель Кубка и Суперкубка Эстонии 2016 года.
Завершил профессиональную карьеру по окончании сезона 2016 года из-за болезни (мононуклеоз).

### Карьера в сборной
Выступал за юношеские и молодёжную сборные Эстонии, начиная с 16-ти лет. Был капитаном сборной Эстонии до 19 лет. Бронзовый призёр Кубка Содружества 2016 года.
В национальной сборной Эстонии сыграл единственный матч 1 июня 2016 года против Андорры (2:0) и отличился голевой передачей на Дмитрия Круглова, приведшей к первому голу.